# Ирина Годунова
Ирина Фьодоровна Годунова (* 1557; † 1603) е руска царица, съпруга на цар Фьодор I Иванович и сестра на цар Борис Годунов.
Няколко ръкоделия (ръчно изработени текстилни произведения) на царица Ирина се съхраняват в колекцията на Руския държавен музей в Москва (редом до тези на София Палеологина, съпруга на великия московски княз Иван III, и на царица Анастасия Романовна, първата съпруга на Иван Грозни).

## Биография
Датировките на някои важни събития от живота на Ирина Годунова са несигурни. Повечето източници посочват, че тя е избрана от Иван Грозни - велик, т.е. върховен княз на Великото московско княжество (1533 – 1547 г.) и първи цар на Русия (1547 – 1584 г.) - за съпруга на царевич (царски син/принц) Фьодор през 1580 или 1581 г., а в някои източници фигурира и годината 1574 г. Омъжването на Ирина за престолонаследника (р.1557 г., т.е. неин връстник) отваря пътя на брат ѝ, Борис Годунов, за бързото му издигане в руския царски двор (приближената до владетеля местна аристокрация) и е причина за силното му влияние над бъдещия цар Фьодор I, като чиято жена тя е обявена за руска царица при коронацията му през 1584 г. Той е последният към момента на женитбата й (законен такъв - Иван Грозни има и друг евентуален наследник, който е синът от седмия му брак Димитрий, но Православната църква тогава е признавала за законни само първите 4 брака и родените от тях наследници) мъжки представител на рода Рюриковичи и от Ирина се очаква да роди следващия, обаче мъжът й е психически и физически нестабилен. Самата Ирина е подложена на силен натиск в тази връзка и поради постоянния й неуспех  обвинявана в безплодие (поне що се отнася до способността й да роди момче). През 1585 г. тя посещава Троицко-Сергиевата лавра край Москва, където се надява да бъде чудотворно избавена от "своя недъг" и наистина ражда, макар и чак през 1592 г. Детето обаче излиза момиче - Феодосия Фьодоровна - и умира през януари 1594 г., а Ирина Годунова така и не успява да роди тъй очаквания наследник (за което обвиняват винаги нея, а не царя) и така дворцовите интриги/сплетни намират поле за развихрянето си.
Още през 1585 г. митрополит Дионисий (ръководител на Руската православна църква) предлага на цар Фьодор I да се разведе с нея и да си намери по-плодовита съпруга, но това става повод да бъде свален от поста си по давление на Борис Годунов (който решава, че причината за действията му е желанието на Василий Шуйски и другите боляри да премахнат влиянието му над царя) и да го заточат/пратят в изгнание в Хутинския манастир край Новгород. После (на 15 май 1591 г. в Углич) претендентът Димитрий умира "при странни обстоятелства" и царица Ирина, като последна надежда за продължение на рода Рюриковичи (и избягване на потенциална гражданска война) е притискана още повече час по-скоро да зачене от цар Фьодор I, чак докато на 7 януари 1598 г. той умира бездетен. С това става възможно тя да стане първата руска царица-наследница и самостоятелна владетелка (макар и противно на обичаите в страната), но Ирина отказва - което понякога се тълкува и като нейна абдикация. Оттегля се в Новодевическия манастир край Москва, където се замонашава под името Александра. Пак там патриарх Йов I моли брат ѝ, Борис Годунов, от името на Земския събор да стане цар на Русия. Там и умира бившата царица на 23 октомври 1603 г. (в някои източници - на 26 септември 1604 г.)

## Останки
Както всички московски царици, Ирина Годунова е погребана в манастира „Възнесение Господне“ на Московския Кремъл. През 1929-1931 г. погребенията са унищожени по време на разрушаването му (на манастира) и са преместени от служители в Архангелската катедрала, а след това - в подземна камера до нея. „На старите планове на катедралата „Възнесение Господне“ и нейния некропол, публикувани в края на 19 век от А. Пшеничников , погребението на царицата е отбелязано с № 16 в югозападния ъгъл на храма. Над гроба ѝ е имало паметник, подобен на тези, които могат да се видят днес в мъжката гробница в Архангелската катедрала на Кремъл - некрополът на руските велики князе и царе. Ирина Фьодоровна е погребана в белокаменен саркофаг, направен от монолит, с антропоморфна форма - полукръгла глава и рамене. На капака на ковчега не е имало епитафия (...), което може би е бил акт на смирение и унижение, характерни за монашеството“. Останките от погребалния инвентар от саркофага принадлежат към монашеските одежди, както и фрагменти от черна вълнена схима (расо). Широк, равнораменен кръст, изработен от гайтан, е бил пришит към добре запазената прическа на царицата. В саркофага са открити фрагменти от стъклен съд (по онова време - голям лукс), основната част от който е извадена от ковчега още през 1929 г.
През 2001 г. е проведена втора аутопсия на погребението на Ирина Годунова. В нея участва голяма група изследователи. „Състоянието на скелета на царицата, един от най-важните обекти на изследването, се оказа задоволително. Изследването му от антрополога Д. Пежемски (Научноизследователски институт и музей по антропология на Московския държавен университет) и хистолога В. Сичев ( Бюро по съдебна медицина на Москва) показа, че някакво заболяване, от което Ирина страда, вероятно наследствено, е довело до значителна патология на костната тъкан, която е засегнала опорно-двигателния апарат на тази все още невъзрастна жена. В последните години от живота си тя вероятно е имала затруднения при ходене. Обострянето на заболяването може да е било улеснено от трудните условия на живот в манастира - студени каменни помещения, аскетизмът на монашеския живот. Патологията в тазовата област е повлияла на способността за раждане на деца“.
Реконструкцията на външния ѝ вид въз основа на черепа е извършена от московския съдебен експерт С. А. Никитин. (Монашеската прическа е възпроизведена въз основа на миниатюрите от сборника с илюстровани летописи от XVI век). „Успяхме да проведем рентгенофлуоресцентен анализ (XRF) на парче от мозъка ѝ, намерено в черепа по време на подготовката за реконструкцията на портрета (изследовател - кандидат на химическите науки Е. И. Александровская). Анализът установи повишено съдържание в мозъка на царицата (в сравнение със средното, фоново, наблюдавано в наше време) на някои метали - желязо, мед, олово и минерали - живак, арсен (...). От най-вредните вещества съдържанието на олово (80 пъти), живак (10 пъти) и арсен (4 пъти) е особено повишено. Това най-вероятно може да се обясни с факта, че Ирина Годунова е трябвало да се подложи на продължително лечение с мехлеми - живачни, оловни и други. Това заключение се потвърждава от рентгенофлуоресцентния анализ на костна тъкан от погребението на царица Ирина“.